# Ahmed Benaissa
Ahmed Benaissa (2 de marzo de 1944-20 de mayo de 2022) fue un actor franco-argelino. Es conocido por su participación en las películas Étoile aux dents ou Poulou le magnifique, Gates of the Sun y Close Enemies.

## Biografía
Nació en Argelia. Su padre fue un activista, el cual fue detenido, encarcelado y liberado solo después de la independencia de Argelia. Se mudó a París, Francia, donde vivió durante casi 18 años. En Francia, asistió a la Escuela Nacional de Teatro.

## Carrera profesional
En 1971 inició su carrera cinematográfica interpretando a 'Jibe' en la película Étoile aux dents ou Poulou le magnifique dirigida por Derri Berkani. Con el éxito de la película, recibió varias ofertas en los años siguientes como Leïla et les autres dirigida por Sid Ali Mazif (1977), Buamama dirigida por Benamar Bakhti (1985) y la comedia Le Clandestin dirigida por Bakhti (1989).
Actuó y dirigió en el Teatro Nacional de Argel, así como en el Teatro Regional de Orán. En 2013 ganó el premio a la Mejor Dirección por la película Nedjma. Interpretó el papel de 'Rida' en el primer largometraje de Ramzi Ben Sliman, My Revolution, estrenado en Francia en agosto de 2015.

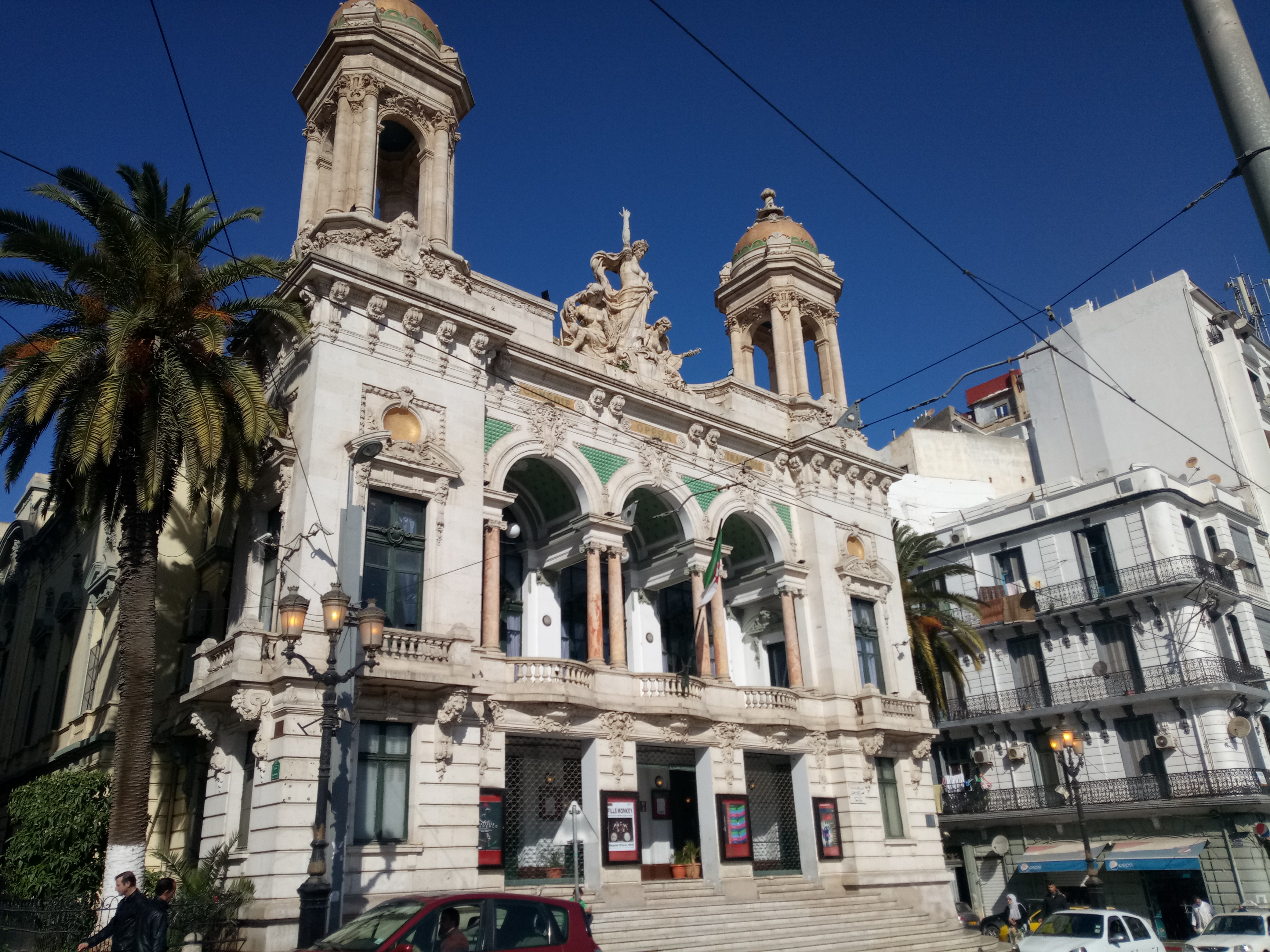
El teatro regional de Orán, donde fue director

## Filmografía
| Año  | Título                                   | Rol                           | Tipo                     | Ref.   |
| ---- | ---------------------------------------- | ----------------------------- | ------------------------ | ------ |
| 1971 | Étoile aux dents ou Poulou le magnifique | Jibé                          | Película                 |        |
| 1977 | Leïla et les autres                      |                               | Película                 |        |
| 1980 | Kahla Oua Beida                          |                               | Película para televisión |        |
| 1985 | Buamama                                  |                               | Película                 |        |
| 1989 | Le Clandestin                            |                               | Película                 |        |
| 1990 | De Hollywood à Tamanrasset               | Rai TV                        | Película                 |        |
| 1994 | Bab El Oued City                         | The Imam                      | Película                 |        |
| 1994 | Le démon au féminin                      |                               | Película                 |        |
| 2006 | Mon colonel                              | Ben Miloud                    | Película                 |        |
| 2006 | Barakat!                                 |                               | Película                 |        |
| 2006 | Rome Rather Than You                     | Policía                       | Película                 | [ 9 ]  |
| 2006 | The Colonel                              | Ben Miloud                    | Película                 |        |
| 2006 | Es reicht!                               | Receptionista de hospital     | Película                 |        |
| 2007 | Morituri                                 | Dine                          | Película                 |        |
| 2007 | Délice Paloma                            | Monsieur Bellil               | Película                 | [ 10 ] |
| 2007 | Nuits d'Arabie                           | The shepherd                  | Película                 |        |
| 2008 | Gabbla                                   | Lakhdar                       | Película                 |        |
| 2008 | Mostefa Ben Boulaid                      | Si Lakhdar                    | Película                 |        |
| 2009 | Harragas                                 | Père de Nasser                | Película                 |        |
| 2010 | Hors-la-loi                              | El padre                      | Película                 | [ 11 ] |
| 2010 | The Last Passenger                       |                               | Cortometraje             |        |
| 2011 | Normal!                                  | Ahmed                         | Película                 |        |
| 2013 | Warda Al Jazayria: Eyyam                 | Él mismo                      | Video corto              |        |
| 2013 | Sotto voce                               |                               | Película                 |        |
| 2014 | J'ai dégagé Ben Ali                      |                               | Película                 |        |
| 2014 | The Man from Oran                        | Hassan                        | Película                 |        |
| 2014 | Gates of the Sun                         | Mohamed                       | Película                 |        |
| 2014 | Krim Belkacem                            |                               | Película                 |        |
| 2014 | Ma révolution                            | Rida                          | Película                 |        |
| 2015 | Mista                                    |                               | Película                 |        |
| 2015 | Lotfi                                    | Si Abdellah                   | Película                 |        |
| 2017 | Ismael's Ghosts                          | Farias                        | Película                 | [ 12 ] |
| 2018 | Close Enemies                            | Raji                          | Película                 |        |
| 2019 | Papicha                                  | Hafid                         | Película                 |        |
| 2019 | Le sang des loups                        | [ 13 ]                        | Película                 |        |
| 2019 | Wlad Lahlal                              | Padre de Marzaq, Zino y Yahya | Serie de televisión      | [ 14 ] |

## Vida personal
Estaba casado y fue padre de dos hijos.